# Barattolo

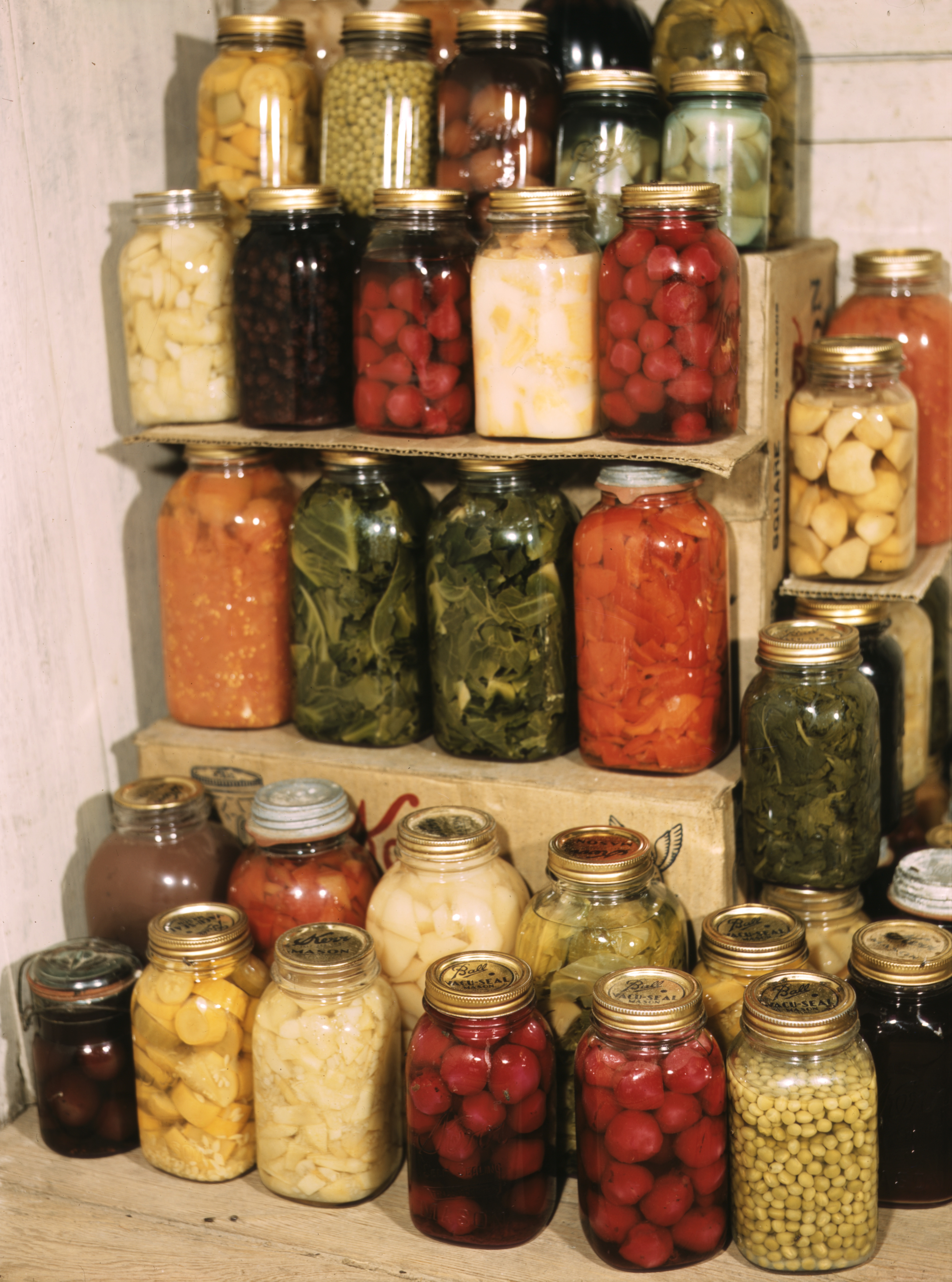
Barattoli utilizzati per conservare alimenti.

Un barattolo è un recipiente rigido, di forma approssimativamente cilindrica, dotato di un'ampia apertura chiusa da un tappo.
I barattoli sono in genere in vetro, latta o materiale ceramico e possono essere utilizzati per contenere alimenti (ad esempio marmellate, mostarda, maionese, miele, cibi sottolio e sottaceti), cosmetici, farmaci, vernici e liquidi particolarmente viscosi.
Grazie all'apertura di dimensioni maggiori rispetto a quella di una bottiglia, i barattoli possono essere utilizzati per contenere oggetti che a causa delle loro dimensioni non potrebbero essere inseriti all'interno di una bottiglia.
Il tappo è in genere in materiale metallico, vetro o materiale ceramico (non necessariamente dello stesso materiale del barattolo); esso assicura l'ermeticità del barattolo e può essere fissato tramite filettatura o con una guarnizione in gomma.
I barattoli si prestano anche a conservazioni sottovuoto.

## Storia
Il primo barattolo in vetro a chiusura ermetica fu brevettato da John Landis Mason il 30 novembre 1858. Esso consisteva in un barattolo in vetro munito di tappo in zinco filettato.
Successivamente John Kilner (1792–1857) brevettò un altro tipo di barattoli, che utilizzava una guarnizione in gomma per avere una migliore ermeticità.
Nel 1842 venne fondata la "John Kilner & Co glass company".

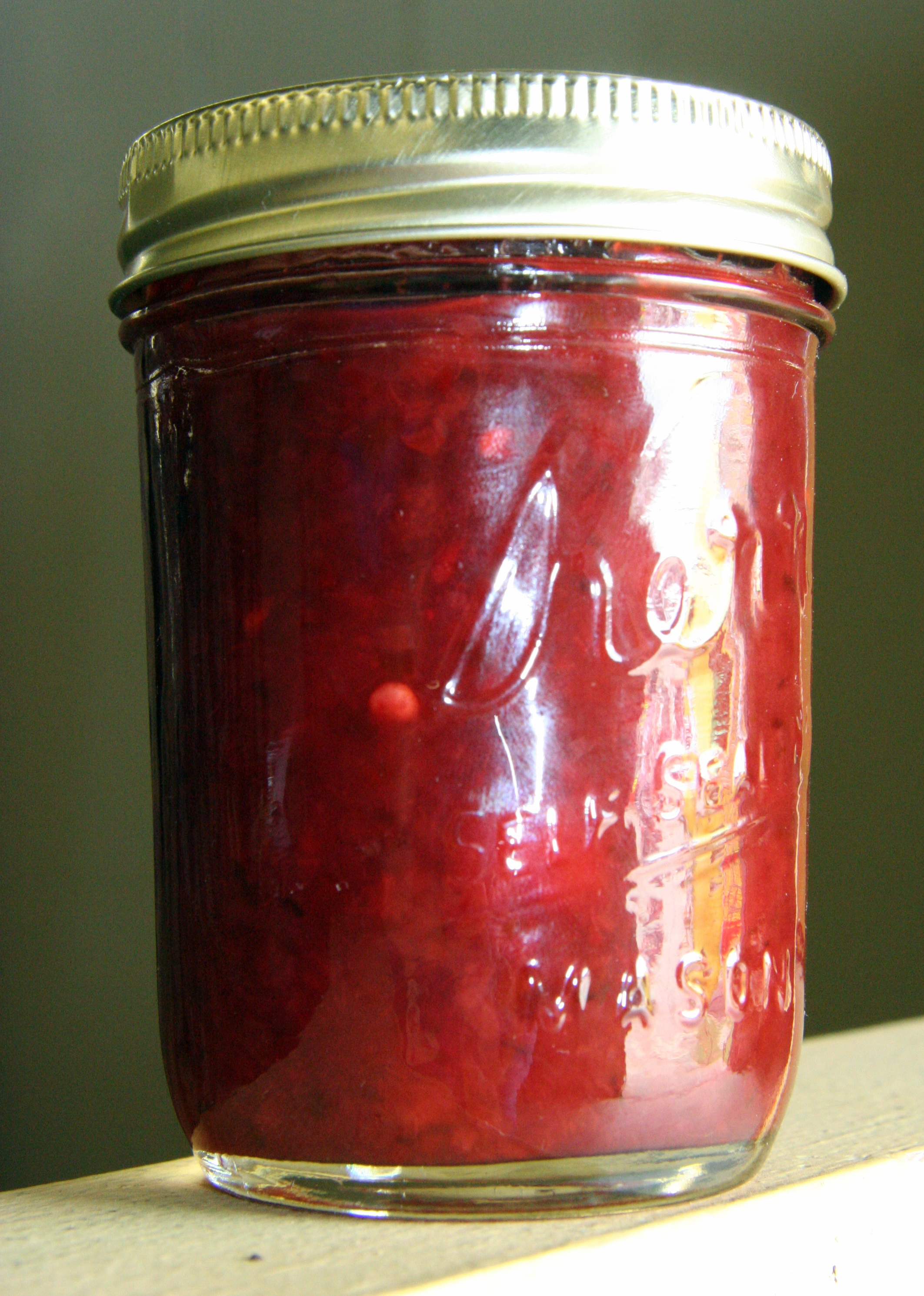
Un barattolo della tipologia brevettata da John Landis Mason nel 1858.
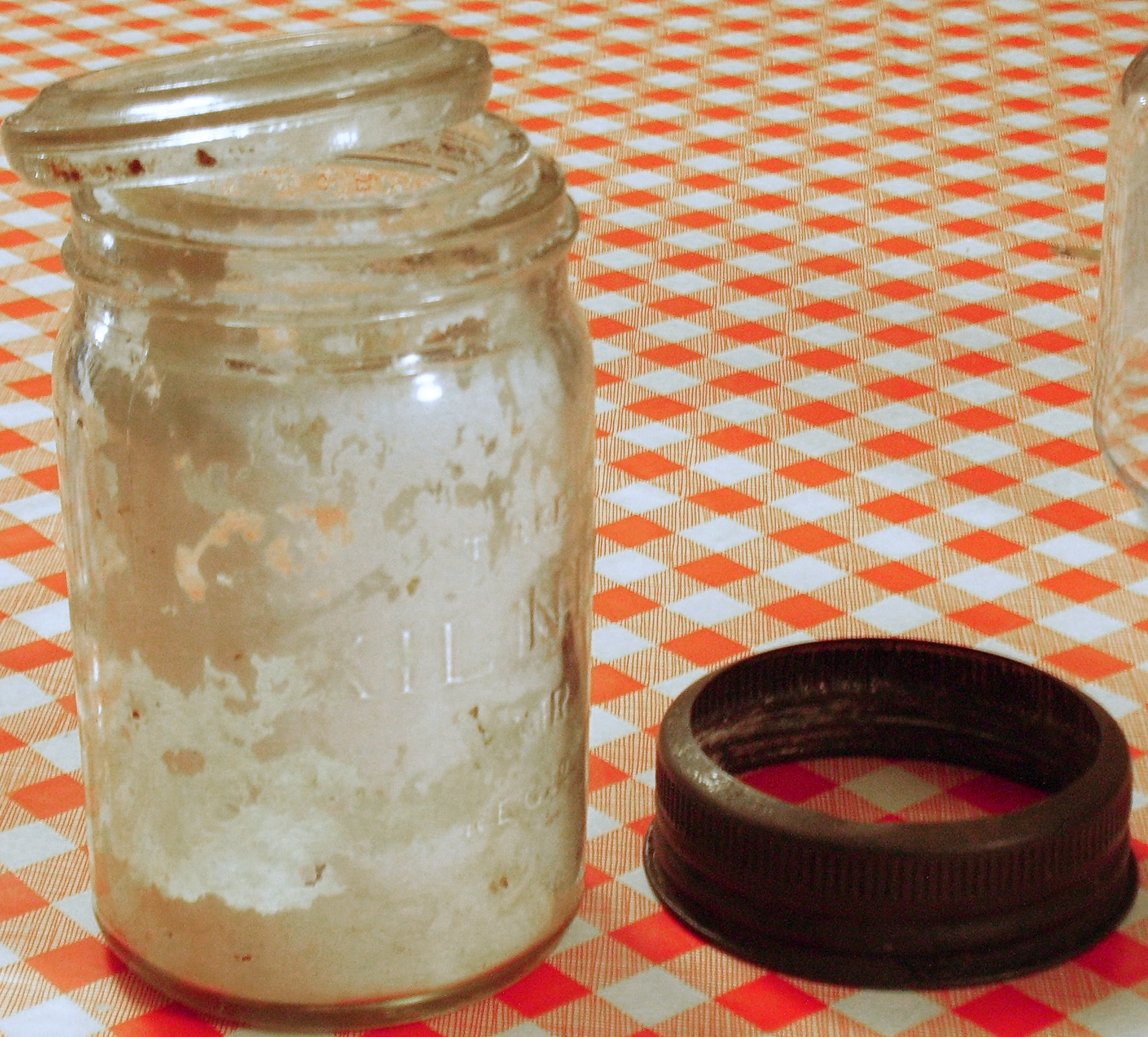
Un barattolo di tipo "kilner"

## Riuso e riciclo
I barattoli in vetro sono prodotti da "vetro cavo"; la raccolta differenziata del vetro si rivolge solo a tale tipologia di vetro, per cui i barattoli in vetro possono essere raccolti nelle apposite campane per la raccolta del vetro, mentre i vetri per finestre e gli specchi (che vengono ottenuti tramite processo float) non sono idonei alla raccolta differenziata e vanno stoccati separatamente.

## I barattoli nell'arte
Talvolta i barattoli sono stati raffigurati o utilizzati in opere d'arte.
Ad esempio Andy Warhol raffigurava spesso dei barattoli di zuppa Campbell's. Un altro esempio è l'opera intitolata "Merda d'artista", di Piero Manzoni.

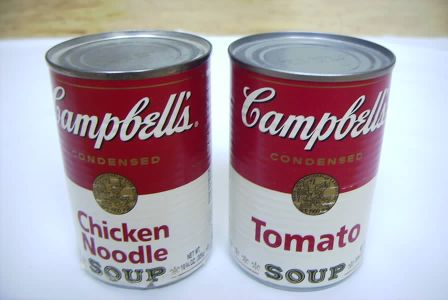
I barattoli della Campbell Soup Company spesso rappresentati da Andy Warhol.